# Theganopteryx camerunensis
Theganopteryx camerunensis är en kackerlacksart som beskrevs av Robert Walter Campbell Shelford 1913. Theganopteryx camerunensis ingår i släktet Theganopteryx och familjen småkackerlackor. Inga underarter finns listade i Catalogue of Life.